# 아이마이미
아이마이미(あいまいみー, Ai Mai Mī)는 초보라우 뇨포미(Choborau Nyopomi)가 쓰고 그린 일본의 네 컷 온라인 만화 시리즈이다. 애니메이션 TV 시리즈로 각색되었다. 4월 초에 애니메이션 웹사이트에 두 번째 시즌이 발표되었다. 세 번째 시즌은 2016년 11월에 발표되었으며 2017년 1월에 방영되었다.
이야기는 외계인 침략자들에 맞서 싸우고, 치열한 라이벌과 맞서고, 만화를 그리지 않을 때 온갖 미친 짓을 하는 소녀 아이, 마이, 미, 포노카 선배의 삶을 따라간다.
만화 2권과 애니메이션 9화에서 외환시장 폭락에 대한 포노카 선배의 충격적인 반응은 인터넷 밈이 되었다. 2014년에는 당시 거래량 기준 세계 2위의 외환회사였던 DMM FX와 아이마이미(Ai Mai Mi)와의 콜라보레이션을 통해 신규 사용자에게 포노카의 유리 같은 표정이 새겨진 티셔츠를 증정했다.

## 캐릭터
- 아이(오오츠보 유카)
- 마이(우치다 아야)
- 미(우치다 마아야)
- 포노코 선배(카야노 아이)